# Sarcófago (banda)
Sarcófago foi uma banda de death metal brasileira criada em 1985, originalmente na cidade de Belo Horizonte, no estado de Minas Gerais.
O álbum de estreia da banda, I.N.R.I., é considerado um dos primeiros lançamentos de black metal, o qual apresentava na capa os integrantes da banda usando corpse paint, o que serviria de grande influência para outros músicos do gênero. O grupo também é reconhecido na cena por ser pioneiro no uso de blast beats em seus álbuns. Seu terceiro LP, The Laws of Scourge , também foi um dos primeiros álbuns de death metal técnico lançados.
A banda encerrou as atividades após lançar o EP Crust no ano de 2000.
Em 2006 a banda voltou a se reunir, onde fizeram uma turnê por todo Brasil, com exceção de Wagner, reunião essa que durou até 2009.
A partir de 2019 Fábio Jhasko deu início ao um projeto de shows tocando músicas da banda sobre o nome The Laws of Destroy. Em que toca com demais músicos em uma "reunião não oficial "

## Formações e estilo

### Primeiros Anos eI.N.R.I.(1985-1988)
A banda Sarcófago começou suas atividades em 1985, na cidade de Belo Horizonte, capital de Minas Gerais. Inspirados tanto pelo movimento hardcore punk finlandês quanto pelos pioneiros do metal extremo, como Bathory, Celtic Frost e Slayer, a missão do Sarcófago era criar a música mais agressiva de todos os tempos. Wagner Lamounier, que havia se separado de maneira amarga do Sepultura em março de 1985, foi convidado a se unir à banda. Embora nunca tenha registrado nada com o Sepultura, ele contribuiu com a letra da música "Antichrist" para o seu EP "Bestial Devastation".
O Sarcófago fez sua estreia em vinil no álbum dividido da Cogumelo Records, intitulado "Warfare Noise I", originalmente lançado em 1986. No álbum, o Sarcófago contribuiu com três faixas: "Recrucify", "The Black Vomit" e "Satanas". Suas músicas e letras eram consideradas chocantes naquela época, o que chamou bastante atenção para a banda. Naquele momento, a formação da banda consistia em "Butcher" na guitarra, "Antichrist" (Lamounier) nos vocais, "Incubus" (Geraldo Minelli) no baixo e "Leprous" (Armando Sampaio) na bateria.
Com a chegada do novo baterista "DD Crazy",[carece de fontes?] aclamado como um pioneiro no mundo do metal devido ao seu uso extensivo de blast beats neste álbum, o Sarcófago lançou "I.N.R.I." em julho de 1987. A imagem da banda na capa do álbum, com corpse paint, jaquetas de couro e cintos de balas, é considerada a primeira representação definitiva do estilo visual e do black metal. A música também foi igualmente influente, marcando um ponto crucial no desenvolvimento desse gênero musical.
Apesar do status lendário que o disco alcançou, Lamounier estava insatisfeito com os resultados finais, expressando preocupações sobre a qualidade das sessões de gravação e os conflitos internos que atormentaram a banda. Após o lançamento de "I.N.R.I.", o Sarcófago passou por uma breve separação. Lamounier mudou-se para Uberlândia, onde começou a estudar economia na Universidade Federal de Uberlândia (UFU), enquanto "Butcher" e seu irmão "DD Crazy" deixaram o grupo. Este último se tornaria o baterista na estreia do Sextrash, "Sexual Carnage", lançado em 1990.

### Rotting(1989-1990)
Quando Rotting foi lançado, provocou uma enorme controvérsia devido à sua arte de capa, uma representação tradicional do Ceifador, beijando o que aparenta ser o rosto de Jesus Cristo. Essa imagem teve como base uma pintura medieval. O próprio artista responsável pela capa, Kelson Frost, recusou-se veementemente a retratar uma coroa de espinhos sobre a cabeça do homem, símbolo que o identificaria claramente como o messias cristão.
Musicalmente, Rotting distanciou-se do black metal cru e de alta velocidade presente em I.N.R.I. O baterista de sessão conhecido como "Joker" trouxe uma gama diferente de influências para a banda, incluindo elementos do crossover thrash. Wagner, também, rapidamente adquiriu habilidades na guitarra e contribuiu com inúmeros riffs de guitarra para o álbum. Rotting também marcou a primeira mudança de pseudônimos para o grupo: a dupla central da banda adotou os nomes "Wagner Antichrist" e "Gerald Incubus". No âmbito visual, houve alterações significativas também. Eles abandonaram os espinhos nos braços e pernas, já que atrapalhavam as apresentações ao vivo.
Rotting representou o primeiro lançamento do Sarcófago com distribuição internacional. Na Europa, a responsabilidade ficou a cargo do selo britânico Music for Nations, enquanto a Maze/Kraze cuidou da distribuição na América. No entanto, a Maze Records lançou uma versão censurada de Rotting, ocultando a capa original e acrescentando um adesivo que dizia "Apresentando o Vocalista Original do Sepultura", sem consultar a banda. Essa ação enfureceu o Sarcófago, levando a uma ação judicial contra a gravadora.

### The Laws of Scourge(1991–1993)
Em 1991 a banda lança o tão aclamado álbum The Laws of Scourge, muitas vezes referenciado como uma "revolução" na trajetória da banda. Uma combinação de aprimorada habilidade musical, valores de produção superiores e composições mais refinadas os lançou de cabeça no território do death metal. A mudança de rumo musical do Sarcófago foi parcialmente influenciada pelos novos integrantes, Fábio "Jhasko" na guitarra e Lúcio Olliver na bateria, e inspirada por uma nova leva de bandas de metal extremo, tais como Godflesh, Paradise Lost, Bolt Thrower, Deicide e Morbid Angel.
The Laws of Scourge tornou-se o álbum mais vendido do Sarcófago, sendo responsável pelo seu mais abrangente itinerário de turnês até então. Esta turnê também marcou as suas primeiras apresentações internacionais: eles visitaram países sul-americanos como Peru e Chile, enquanto na Europa, brilharam em palcos de Portugal e Espanha. No Brasil, um momento destacado foi o seu significativo show de abertura para os pioneiros do crossover thrash do Texas, os Dirty Rotten Imbeciles, em São Paulo.

### Hate(1994-1996)
No aspecto musical, Hate se destaca pela sua abordagem despojada e direta, além do uso de uma bateria eletrônica, o que gerou alguma polêmica. Lamounier afirmou não ter hesitado em empregar esse dispositivo, argumentando que a maioria dos bateristas de death metal utiliza trigger pads para fins de gravação, resultando, em última instância, no mesmo som uniformizado de uma bateria eletrônica.

Em um gesto de protesto contra o padrão masculino de cabelos longos que havia se tornado popular devido ao enorme sucesso do grunge no início dos anos 1990, a banda optou por cortar os cabelos curtos. Homens com cabelos longos historicamente estiveram associados a grupos contraculturais e são uma presença marcante na subcultura dos metalheads. Wagner expressou:
"Todos os indivíduos por aí ostentando cabelos compridos, camisetas do Nirvana e do Pearl Jam, entre outros. Não temos nada contra essas bandas, mas somos contrários a seguir a multidão. Não é saudável quando algo se torna uma moda, pois a massificação empobrece as pessoas."
No final de 1995, o Sarcófago lançou a compilação Decade of Decay, que incluía, entre outras coisas, versões demo de suas primeiras músicas e fotos raras dos bastidores. A banda descreveu o CD como um "presente" para seus fiéis seguidores.

### The WorsteCrust(1996–2000)
The Worst (1996), quarto e último álbum do Sarcófago, representa uma mudança de ritmo em relação ao rápido e frenético Hate, enquanto demonstra uma maior destreza na programação da bateria. Minelli e Lamounier encararam este álbum como um "resumo" de suas carreiras.
Com a chegada do novo milênio, surgiu o EP Crust, que acabou sendo o canto do cisne do Sarcófago. Inicialmente planejado como uma amostra de um próximo álbum, a dupla central da banda se separou antes mesmo de iniciar o processo de gravação.

### Turnê de Tributo ao Sarcófago (2006–2009)
Em celebração aos 20 anos do lançamento do split Warfare Noise, a Cogumelo Records e Gerald Incubus uniram esforços para organizar um show de reunião do Sarcófago em Belo Horizonte. A formação deste evento especial incluiu, além de Minelli, Fábio Jhasko nas guitarras, Manu Joker e o longevo amigo Juarez "Tibanha" nos vocais. Essa apresentação memorável foi registrada, e há planos de lançá-la em formato de DVD. Lamounier optou por não fazer parte desse projeto da banda "Tributo ao Sarcófago", devido à sua falta de interesse em retomar a música como uma carreira profissional. No entanto, Wagner segue perseguindo seus interesses musicais e está envolvido na banda de crust punk Commando Kaos.
Em outubro de 2007, o Sarcófago embarcou para Santiago, Chile, para participar do Black Shadows Festival, onde se apresentou ao lado dos pioneiros do death metal, Possessed.
Em março de 2009, Wagner supostamente anunciou que o Sarcófago estava planejando uma reunião, com um itinerário de turnê que incluiria apresentações em festivais como Wacken Open Air e Hole in the Sky, além de datas em cidades como Londres, Nova York, Los Angeles e Tóquio. Ele afirmou que esta reunião contaria com a formação original de I.N.R.I., mas que não haveria material novo. No entanto, poucos dias depois, Lamounier contradisse essa notícia, afirmando à imprensa musical que se tratava de uma farsa.

## Integrantes

Logotipo do Sarcófago

### Última formação
- Wagner Lamounier — vocal, guitarra (1985-2000)
- Gerald Minelli — baixo, vocal (1986-2000)
- Eduardo Patrocínio — bateria (1986-1987),(1996-2000)
- Eugênio "Dead Zone" — teclado, bateria programada (1991-2000)

### Ex-membros
- Armando Sampaio — bateria (1985-1986)
- Juninho — baixo (1985-1986)
- Zéder Patrocínio — guitarra (1985-1987)
- Manuel  Henriques — bateria (1989-1991)
- Fábio Jhasko — guitarra (1991-1993)
- Lucio Olliver — bateria (1991-1993)

## Discografia
| - (1987) I.N.R.I. - (1991) The Laws of Scourge - (1994) Hate - (1997) The Worst - (1989) Rotting - (1992) Crush, Kill, Destroy - MCD - (2000) Crust - (1996) Decade of Decay - (2015) Die... Hard! - (1986) Warfare Noise | - (1986) Satanic Lust - (1986) The Black Vomit - (1987) Sepultado - (1987) Christ's Death - (1990) The Lost Tapes of Cogumelo - (2000) Cogumelo Records Compilation - (1992) Masters of Brutality II - (1992) Speed Kills 6: Violence of the Slams - (1999) Roadkill, Vol. 2 - (2001) Warzone XXVI - (2004) Fenriz Presents... The Best of Old-School Black Metal |